# Erioptera
Erioptera är ett släkte av tvåvingar som beskrevs av Johann Wilhelm Meigen 1803. Erioptera ingår i familjen småharkrankar.

## Dottertaxa tillErioptera, i alfabetisk ordning[1][2]
- Erioptera ablusa
- Erioptera abrasa
- Erioptera acanthapophysis
- Erioptera acucuspis
- Erioptera aglaia
- Erioptera alanstonei
- Erioptera albicapitella
- Erioptera alboguttata
- Erioptera aletschina
- Erioptera alta
- Erioptera amabilis
- Erioptera amamiensis
- Erioptera andina
- Erioptera angolana
- Erioptera angusticincta
- Erioptera angustifascia
- Erioptera annandaleana
- Erioptera annulipes
- Erioptera apicialba
- Erioptera apicinigra
- Erioptera argentifrons
- Erioptera badicincta
- Erioptera balioptera
- Erioptera beckeri
- Erioptera beebeana
- Erioptera bengalensis
- Erioptera beninensis
- Erioptera bequaerti
- Erioptera biaculeata
- Erioptera biarmata
- Erioptera bicinctipes
- Erioptera bicornifer
- Erioptera bievexa
- Erioptera biobtusa
- Erioptera bivittata
- Erioptera brahma
- Erioptera brevirama
- Erioptera bryantiana
- Erioptera cacuminis
- Erioptera caledonia
- Erioptera caliptera
- Erioptera carior
- Erioptera carissima
- Erioptera celestior
- Erioptera celestissima
- Erioptera cervula
- Erioptera chlorophylla
- Erioptera chlorophylloides
- Erioptera chrysocoma
- Erioptera chrysocomoides
- Erioptera circumambiens
- Erioptera cladophora
- Erioptera cladophoroides
- Erioptera cnephosa
- Erioptera conica
- Erioptera connata
- Erioptera coolbyngga
- Erioptera cornuta
- Erioptera costalis
- Erioptera cristata
- Erioptera ctenophora
- Erioptera cynthia
- Erioptera dama
- Erioptera dampfi
- Erioptera derasa
- Erioptera dewulfi
- Erioptera diffusa
- Erioptera diplacantha
- Erioptera distincta
- Erioptera distinguenda
- Erioptera divisa
- Erioptera dulcis
- Erioptera dyari
- Erioptera ebenina
- Erioptera eiseni
- Erioptera ensifera
- Erioptera euphrosyne
- Erioptera euzona
- Erioptera evergladea
- Erioptera factiosa
- Erioptera femoraatra
- Erioptera ferruginea
- Erioptera fervida
- Erioptera festiva
- Erioptera flavata
- Erioptera flavohumeralis
- Erioptera fossarum
- Erioptera fumipennis
- Erioptera funesta
- Erioptera furcifer
- Erioptera fusca
- Erioptera fuscipennis
- Erioptera fuscodiscalis
- Erioptera fuscoradialis
- Erioptera fusculenta
- Erioptera gagneana
- Erioptera galbinocosta
- Erioptera gaspeana
- Erioptera geniculata
- Erioptera genualis
- Erioptera genuatra
- Erioptera georgei
- Erioptera gorgona
- Erioptera grandior
- Erioptera griseipennis
- Erioptera grumula
- Erioptera gulosa
- Erioptera halterata
- Erioptera haplostyla
- Erioptera himalayae
- Erioptera histrio
- Erioptera hohensis
- Erioptera horii
- Erioptera horrida
- Erioptera illingworthi
- Erioptera immaculata
- Erioptera impensa
- Erioptera incerta
- Erioptera incompleta
- Erioptera incurvata
- Erioptera inornatipes
- Erioptera insignis
- Erioptera intercepta
- Erioptera interrita
- Erioptera inusitata
- Erioptera invariegata
- Erioptera iquitosensis
- Erioptera javanensis
- Erioptera juvenilis
- Erioptera karisimbii
- Erioptera kluaneana
- Erioptera knabi
- Erioptera laetipes
- Erioptera laticrista
- Erioptera latilimbata
- Erioptera leonensis
- Erioptera leptostyla
- Erioptera leucopasta
- Erioptera leucopoda
- Erioptera leucosticta
- Erioptera lilliputina
- Erioptera limbata
- Erioptera litostyla
- Erioptera longicauda
- Erioptera lucerna
- Erioptera lunicola
- Erioptera lunigera
- Erioptera lushaiensis
- Erioptera lutea
- Erioptera luteiclavata
- Erioptera luteicornis
- Erioptera luzonica
- Erioptera maculosa
- Erioptera mediofusca
- Erioptera megalops
- Erioptera megophthalma
- Erioptera meijerei
- Erioptera melanderiana
- Erioptera melanotaenia
- Erioptera micromyia
- Erioptera minor
- Erioptera minuta
- Erioptera modica
- Erioptera multiannulata
- Erioptera murudensis
- Erioptera nebulifera
- Erioptera needhami
- Erioptera nepalensis
- Erioptera nielseni
- Erioptera nigribasis
- Erioptera nigripalpis
- Erioptera nigrospica
- Erioptera nitidiuscula
- Erioptera notata
- Erioptera oceanica
- Erioptera orbitalis
- Erioptera oregonensis
- Erioptera orientalis
- Erioptera osceola
- Erioptera otayba
- Erioptera pachyrhampha
- Erioptera paivai
- Erioptera palliclavata
- Erioptera pallidivena
- Erioptera parallela
- Erioptera parva
- Erioptera parviclava
- Erioptera pectinella
- Erioptera pederi
- Erioptera pennigera
- Erioptera perexquisita
- Erioptera pergracilis
- Erioptera peringueyi
- Erioptera perlugubris
- Erioptera perornata
- Erioptera perpictula
- Erioptera persessilis
- Erioptera persinuata
- Erioptera phoinix
- Erioptera pila
- Erioptera polydonta
- Erioptera polytricha
- Erioptera pompalis
- Erioptera portoricensis
- Erioptera quadricincta
- Erioptera quadrifurcata
- Erioptera quadrihamata
- Erioptera quadripilata
- Erioptera quadrispicata
- Erioptera quinquecincta
- Erioptera raphidostyla
- Erioptera regina
- Erioptera rex
- Erioptera rhadinostyla
- Erioptera rogersi
- Erioptera rubia
- Erioptera rubripes
- Erioptera saturata
- Erioptera scabrifolia
- Erioptera scioptera
- Erioptera scolophora
- Erioptera scolostyla
- Erioptera seminole
- Erioptera septemtrionis
- Erioptera serpentina
- Erioptera setipennis
- Erioptera sexaculeata
- Erioptera simulans
- Erioptera sordida
- Erioptera spinifera
- Erioptera splendida
- Erioptera squalida
- Erioptera straminea
- Erioptera subaurea
- Erioptera subchlorophylla
- Erioptera subcynthia
- Erioptera subdulcis
- Erioptera subfurcifer
- Erioptera subfusca
- Erioptera subhalterata
- Erioptera subhistrio
- Erioptera subirrorata
- Erioptera subsessilis
- Erioptera sudetica
- Erioptera surinamensis
- Erioptera susurra
- Erioptera sziladyi
- Erioptera tahanensis
- Erioptera tantilla
- Erioptera tenuirama
- Erioptera testacea
- Erioptera thalia
- Erioptera thaumasta
- Erioptera thelema
- Erioptera tiro
- Erioptera tordi
- Erioptera transmarina
- Erioptera triangularis
- Erioptera trivittata
- Erioptera troglodyta
- Erioptera turrialbae
- Erioptera uliginosa
- Erioptera urania
- Erioptera wellsae
- Erioptera venustipes
- Erioptera verralli
- Erioptera vespertina
- Erioptera whitei
- Erioptera villosa
- Erioptera viridula
- Erioptera withycombei
- Erioptera xanthoptera
- Erioptera yarraga
- Erioptera yarto
- Erioptera yukonensis